# استانیسلافس لوگایلو
استانیسلافس لوگایلو (انگلیسی: Staņislavs Lugailo؛ زادهٔ ۱ ژانویهٔ ۱۹۳۸ – درگذشته ۱۱ آوریل ۲۰۲۱) بازیکن والیبال لتونیایی‌تبار اهل شوروی بود.